# Набережная реки Пряжки
Набережная реки Пря́жки — набережная в Санкт-Петербурге. Проходит от набережной реки Мойки до Лоцманской улицы. Набережная проходит по обеим сторонам реки, причём нечётная часть на участке от Перевозной улицы до Бердова моста пешеходная. Заканчивается у Бердова моста.

## История
С 20 августа 1739 года — Морская Луговая улица (чётная часть от улицы Декабристов до Лоцманской улицы). Название дано в связи с близостью набережной к Финскому заливу.

С 1821 по 1829 год — Набережная улица по Пряжке.

Современное название известно с 1849 года.

До 1930-х годов нечётная сторона начиналась от реки Невы.

## Примечательные здания
- Дом 1 — СПб ГБУЗ «Городская психиатрическая больница № 2 Святого Николая Чудотворца»
- дом 1А — часовня святого Николая Чудотворца при психиатрической больнице
- дом 2-6 — школа № 235 имени Д. Д. Шостаковича Адмиралтейского района
- дом 17 — административный корпус завода «Адмиралтейские верфи»
- дом 22-24 / улица Декабристов, 57 — музей-квартира А. А. Блока  памятник архитектуры (федеральный)
- дом 34, литера Б (улица Володи Ермака, 2) — Доходный дом Л. Р. Шредер, 1901 год, архитектор Н. В. Васильев, перестроен в 1904—1905 годах.  7831201000
- дом 40 — доходный дом Михайловых, 1911, архитектор В. В. Фридлейн.  7831202000
- дом 48 — дом Ф. Чернягина, 1832, архитектор А. Ламони(?).  7831203000
- дом 50 — дом С. К. Суханова (усадьба И. Ф. Жербина)[1].  7802453000

## Галерея

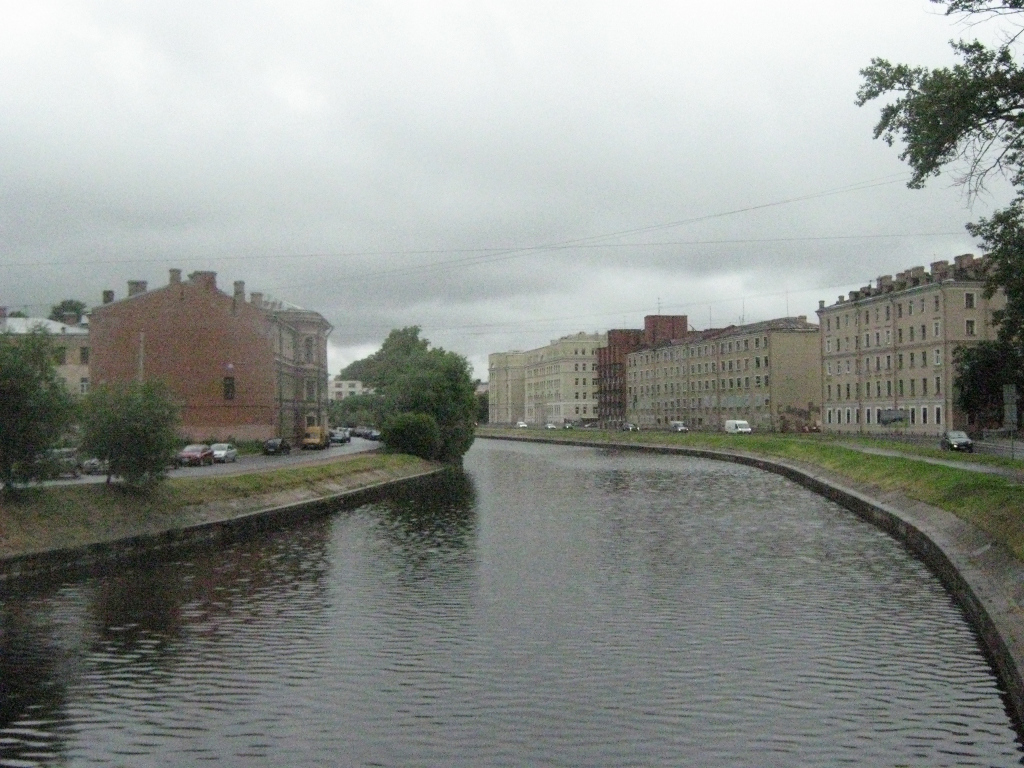
Вид с Банного моста в сторону Матисова моста
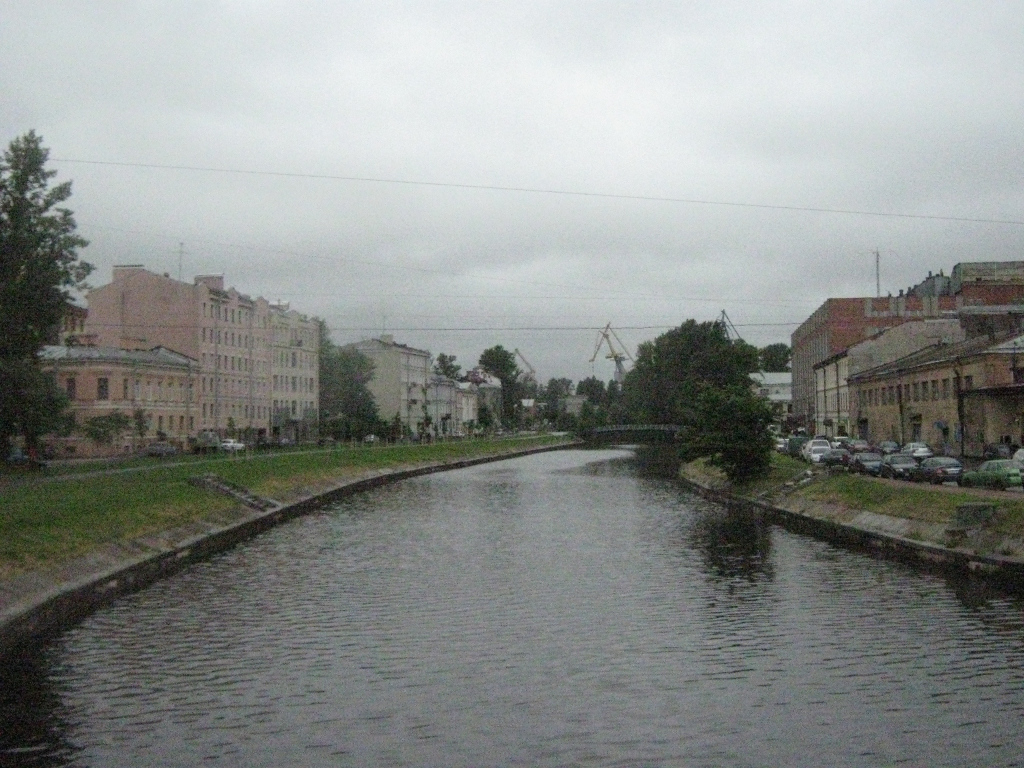
Вид с Банного моста в сторону Бердова моста
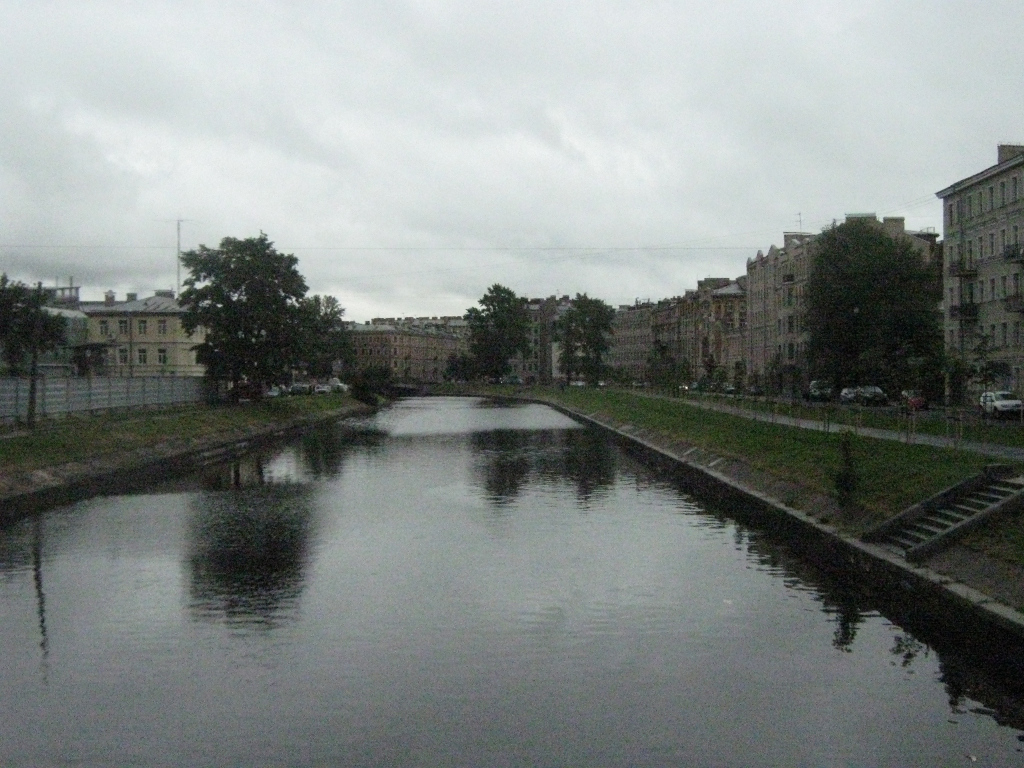
Вид с Бердова моста в сторону Банного моста
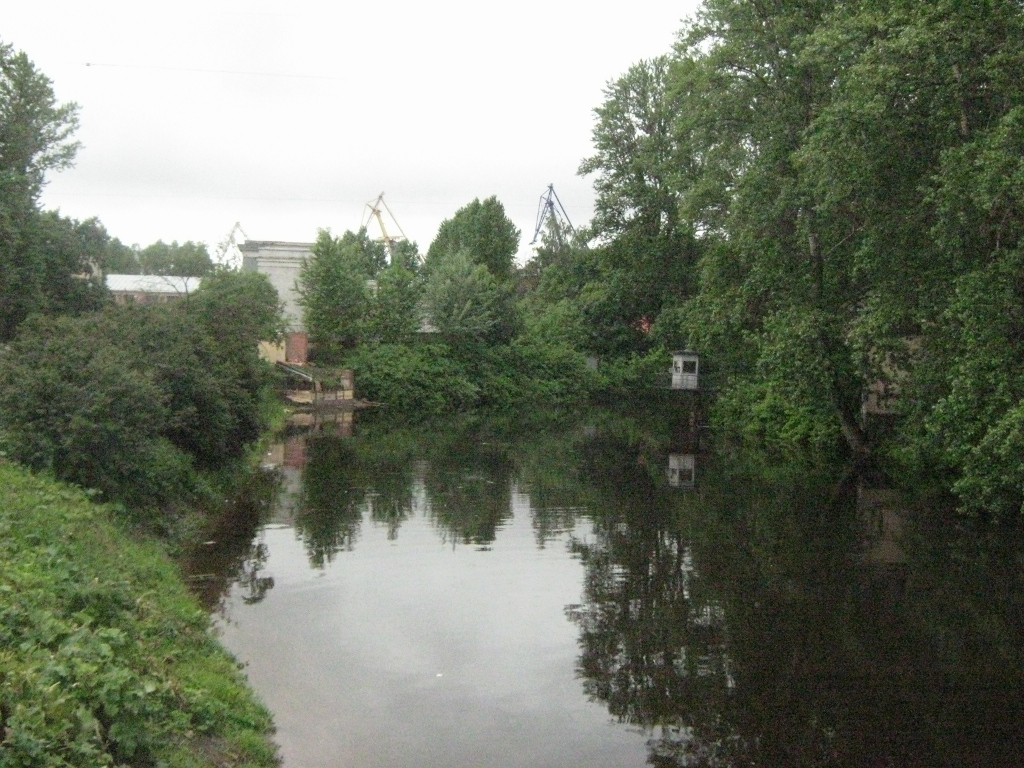
Вид с Бердова моста в сторону Подзорного моста
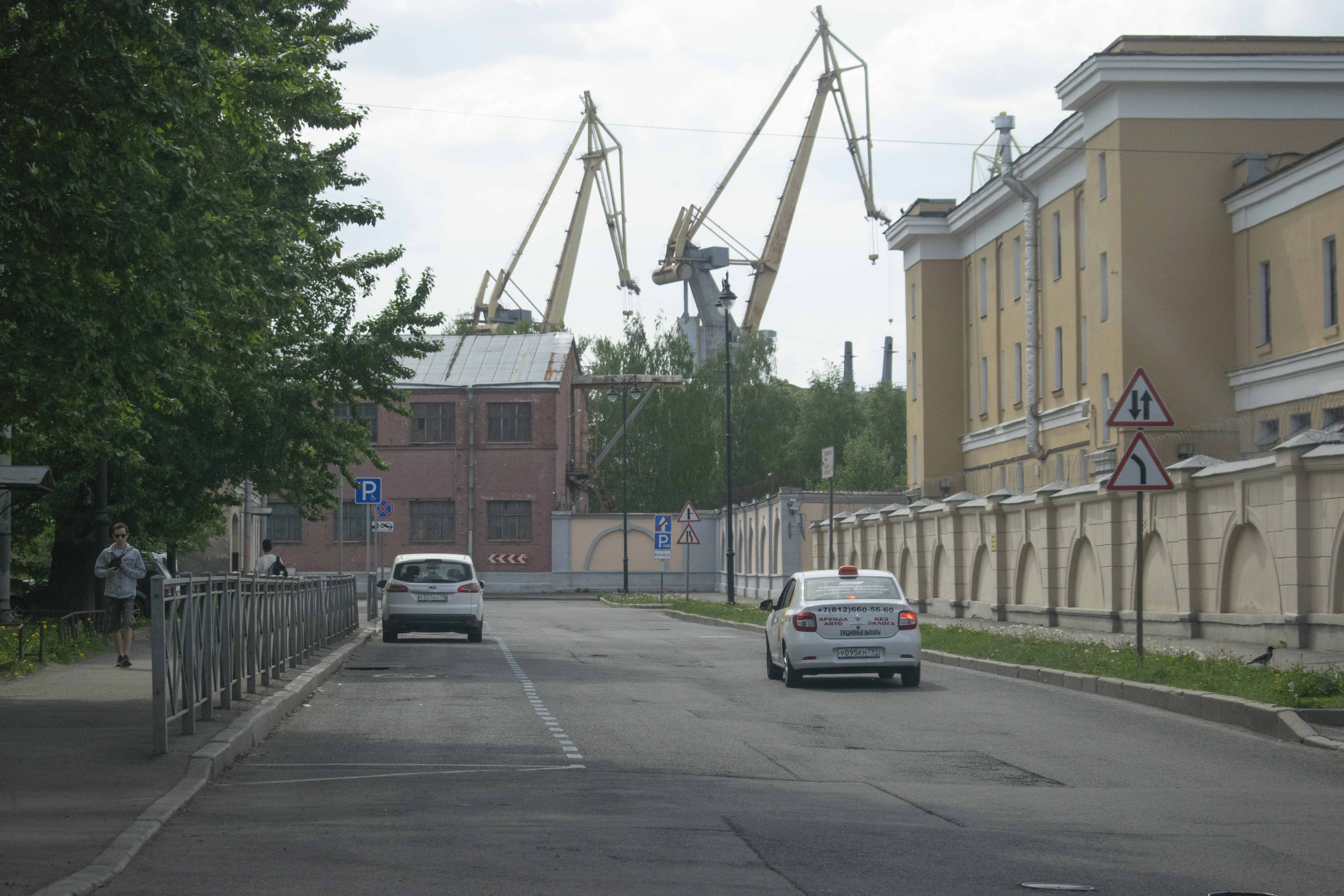
Западная часть набережной